# Yuefeng, Fujian
Yuefeng (kinesiska: 岳峰) är en köping i sydöstra Kina. Den ligger i stadsdistriktet Jin'an i provinshuvudstaden Fuzhou i provinsen Fujian. Antalet invånare är 130 403. Befolkningen består av 64 362 kvinnor och 66 041 män. Barn under 15 år utgör 12,0 %, vuxna 15-64 år 80 %, och äldre över 65 år 6,0 %.